# Maria Stodolska-Krzewska
Maria Gustawa I voto Lilienfeld-Krzewska II voto Rogóyska ze Stodolskich (ur. 25 marca 1896 w Warszawie, zm. 1993 w Bromley) – polska działaczka niepodległościowa, członkini Polskiej Organizacji Wojskowej, dama Orderu Virtuti Militari.

## Życiorys
Była córką Rajmunda i Felicja z Hajmanów Stodolskich. Była wyznania ewangelicko-reformowanego.
W 1913 ukończyła szkołę średnią. Przez 3 lata uczęszczała do Wyższej Szkoły Sztuk Pięknych w Warszawie.
Od marca 1915 należała do Polskiej Organizacji Wojskowej. W kwietniu została zaprzysiężona na technika w oddziale lotnym POW. Następnie pracowała w sekcji wywiadowczej kierowanej przez Jadwigę Barthel de Weydenthal. Meldowała wywiadowców z prowincji. W sierpniu 1915 trafiła do kancelarii sztabu batalionu warszawskiego. Od 22 sierpnia 1915 do 11 listopada 1918 pracowała w kancelarii Komendy Naczelnej POW. Na potrzeby akcji dywersyjnych zajmowała się przygotowaniem materiałów wybuchowych, broni i amunicji. Przeprowadzała próby z nowymi ładunkami. Działała pod pseudonimem "Górska". Według przełożonych z POW oddaje się całkowicie powierzonym jej zadaniom, wykazując niejednokrotnie wybitne męstwo, zimną krew, niestrudzoną energię i niezłomny hart ducha. Wsławiła się tym, że z obserwowane przez tajne carskie służby mieszkania wywiozła broń i materiały wybuchowe, zachowując zimną krew.
W 1918 wyjechała na studia wyższe do Krakowa. W latach 1919–1920 pracowała Poselstwie RP w Bukareszcie.
Od 1920 wyszła za Karola Lilienfelda-Krzewskiego. Zwolniła się z pracy i zamieszkała w Warszawie. W 1926 podjęła pracę w Ministerstwie Spraw Zagranicznych jako referentka. Pracowała z drugim mężem, dyplomatą Michałem Rogóyskim.
Działała w Oddziale Żeńskim FIDAC jako wiceprezeska i członkini sekcji prasowej. 
Za odwagę oraz brawurowo przeprowadzone akcje dywersyjno-sabotażowe została odznaczona: 17 maja 1922 Srebrnym Krzyżem Orderu Wojskowego Virtuti Militari nr 7573, a także Krzyżem Niepodległości z Mieczami, Odznaką "Za wierną służbę" oraz Krzyżem POW.
W 1939, po wybuchu II wojny światowej, przez Rumunię trafiła do Francji, a w 1940 do Wielkiej Brytanii. Tam zmarła.

## Upamiętnienie
Została wspomniana w piosence Wszak już blisko rok.